# Jeanne-d'Arc Bouchard
Pour les articles homonymes, voir Bouchard.
Sœur Jeanne-d'Arc Bouchard (née le 21 janvier 1929 à Sainte-Hedwidge) est une religieuse et infirmière québécoise. 

## Biographie
En 1945, à l'âge de seize ans, Jeanne-d'Arc Bouchard rejoint la congrégation des Augustines de la Miséricorde de Jésus de Roberval. En 1953, elle est diplômée infirmière et travaille auprès des personnes alcooliques et toxicomanes. Dans les années 1960, sœur Bouchard initie le premier programme public qui vient également en aide à l'entourage de ses patients. Jusqu'en 1989, elle est responsable de l'unité de réadaptation de l'Hôtel-Dieu de Roberval.
Sœur Bouchard est une pionnière en matière de réadaptation des personnes alcooliques et toxicomanes au Canada. En 1992, elle est la première récipiendaire du prix d'excellence de l'Association des intervenants en toxicomanie du Québec (AITQ) qui porte maintenant son nom. En 2000, Lucien Bouchard lui remet l'insigne de Chevalier de l'Ordre national du Québec,.

## Distinctions
- 2000 -  Chevalière de l'Ordre national du Québec
- 2008 -  Membre de l'Ordre du Canada[4]